# سرچم سفلی
سرچم سفلی، روستایی از توابع بخش زنجانرود شهرستان زنجان در استان زنجان ایران است.

## جمعیت
این روستا در دهستان زنجان‌رود پایین قرار دارد و براساس سرشماری مرکز آمار ایران در سال ۱۳۹۵جمعیت آن ۱۵۵ نفر (۴۵خانوار) بوده‌است.

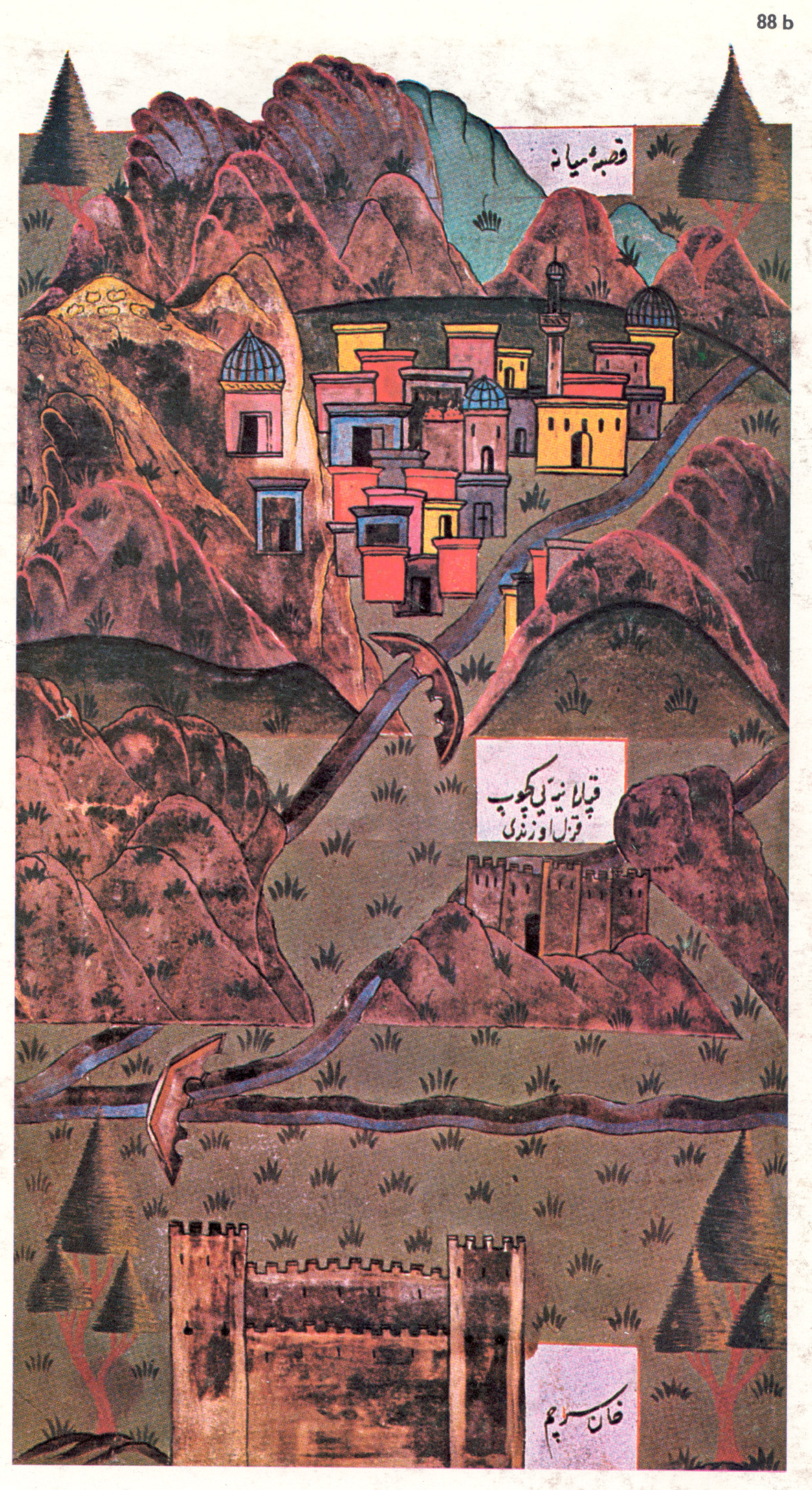
Map